# What's the 411?
What's the 411? från 1992 är den amerikanska sångerskan Mary J. Bliges debutalbum.

## Låtlista
1. Leave a Message (Sean Combs/Tony Dofat) – 3:38
2. Reminisce (Kenny Greene/Dave Hall) – 5:24
3. Real Love (Mark Morales/Mark C. Rooney) – 4:32
4. You Remind Me (Dave Hall/Eric Milteer) – 4:19
5. Intro Talk (Tony Dofat/Busta Rhymes) – 2:17
6. Sweet Thing (Chaka Khan/Tony Maiden) – 3:46
7. Love No Limit (Kenny Greene/Dave Hall) – 5:01
8. I Don't Want to Do Anything (Devante Swing) – 5;52
9. Slow Down (Mark C. Rooney/Mark Morales/Joseph E. Keeley) – 4:33
10. My Love (Kenny Greene/Dave Hall) – 4;14
11. Changes I've Been Going Through (Sean Combs/Mark Morales/Mark C. Rooney) – 5;15
12. What's the 411? (Tony Dofat/M Dixon) – 4:13

## Medverkande
- Mary J. Blige – sång
- Darryl Pearson – multi-instrument
- DeVante Swing – keyboards, multi-instrument
- Mark C. Rooney – keyboards, kör
- Dave Hall – trummor, keyboards
- Kurt Juice – trummor
- Mark Morales – trummaskin
- Gordon Picket – programmering
- Busta Rhymes – rap
- Tabitha Brace, Grand Puba, Terri Robinson, Billy Lawrence, Little Shawn, Christopher Williams, CL Smooth – kör